# 히라카정 (아오모리현)
히라카정(平賀町)은 아오모리현 미나미쓰가루군에 있던 정이다. 
중세의 平賀郷의 이름이 붙여진 동명이었다 

## 연혁
- 1889년 4월 1일 - 정촌제 시행과 함께 미나미쓰가루군 가시와기마치촌, 다이코지촌, 오자키촌, 다케다테촌이 성립하였다.
- 1901년 4월 1일 - 마치이촌이 다케다테촌으로부터 분촌하였다.
- 1929년 7월 1일 - 가시와기 정촌이 정제 시행·개칭해 가시와기 정이 되었다.
- 1943년 4월 1일 - 다이코지촌이 정제 시행해 다이코지정이 되었다.
- 1955년 3월 1일 - 다이코지정, 가시와기정, 다케다테촌, 오자키촌, 마치이촌이 합병해 히라가정이 되었다.
- 2006년 1월 1일 - 이카리가세키촌, 오가미 정과 합병하여 히라카와시가 되었다.

## 교통

### 도로
- 국도 102호선
- 국도 454호선

### 철도
- 고난 철도 고난 철도 고난선